# Порталис, Жозеф Мари
Жозеф Мари Порталис (фр. Joseph Marie Portalis; 1778, Экс-ан-Прованс — 1858, Пасси) — французский дипломат и государственный деятель. Сын Жана Этьена Мари Порталиса.
Работал секретарём у своего отца, в том числе в годы его эмиграции. С установлением наполеоновского режима вместе с отцом вернулся во Францию и начал дипломатическую карьеру. Входил во французскую делегацию при заключении Люневильского и Амьенского мирных договоров, затем был секретарём французских посольств в Берлине и Лондоне. С 1805 работал в Министерстве иностранных дел Франции, в 1808—1811 был членом Государственного Совета, затем в 1813—1815 возглавлял региональный апелляционный суд в Анжере. В 1824 вошёл в состав Кассационного суда Франции, затем занимал должность Хранителя государственной печати в Министерстве юстиции. С 14 мая по 7 августа 1829 — министр иностранных дел Франции. Затем до 1852 занимал пост первого президента Кассационного суда. После 1852 сенатор.